# Hypotax
Die sogenannte Hypotax (engl. hypothetical tax = hypothetische steuer) ist eine fiktive Steuer vom Einkommen eines ins Ausland entsandten steuerpflichtig beschäftigten Arbeitnehmers im Heimatland. Die Hypotax entspricht dem Steuerbetrag eines ins Ausland entsandten Mitarbeiters, welchen dieser im Heimatland hätte entrichten müssen. Die Hypotax dient innerhalb der steuerlichen Gleichbehandlungsmechanismen als Basiswert.

## Hintergrund
Arbeitnehmer sind mit ihrem Einkommen grundsätzlich in ihrem Wohnsitzland steuerpflichtig. Sobald sie ins Ausland entsandt werden und kein Abkommen zur Vermeidung von Doppelbesteuerung zwischen dem Heimat- und Gastland besteht oder dieses keine Anwendung findet, kann eine steuerliche Mehr- oder Minderbelastung des Arbeitnehmers eintreten. Unternehmen können dieses Ergebnis mittels steuerlichen Gleichbehandlungsmechanismen ausgleichen oder zumindest abschwächen.
Basis dieser Gleichbehandlungsmechanismen bildet die fiktive Steuer. Sie wird auf Basis der steuerlichen Grundlagen des Arbeitnehmers im Heimatland berechnet und als Vergleichswert für die Betrachtung innerhalb des Gleichbehandlungsmechanismus verwendet. Damit soll weitgehend sichergestellt werden, dass der Arbeitnehmer weder schlechter noch besser gestellt wird, als hätte er seine Tätigkeit weiterhin im Inland ausgeübt.

## Verfahren
Es werden zwei Methoden zur Vermeidung einer zusätzlichen steuerlichen Belastung des Arbeitnehmers unterschieden. Beide Verfahren nutzen als Basiswert die fiktive Steuer. Beide Methoden wirken lediglich im Innenverhältnis zwischen Arbeitnehmer und Unternehmen. Im Außenverhältnis bleibt der Arbeitnehmer weiterhin Steuerschuldner.

### Tax protection
Beim Verfahren der tax protection wird neben der fiktiven Steuer im Heimatland die Steuer im Gastland berechnet. Zwischen dem Arbeitnehmer und dem Unternehmen wird bei diesem Modell eine Vereinbarung abgeschlossen, in der geregelt wird, dass eine event. steuerliche Mehrbelastung des Arbeitnehmers vom Unternehmen getragen wird.
Dazu wird die Steuerlast im Gastland berechnet und mit der Hypotax im Heimatland verglichen. Ist die Steuer im Gastland höher, so wird die Mehrbelastung vom Unternehmen ausgeglichen und als steuerpflichtiger Arbeitslohn ausbezahlt. Ist die Steuer im Gastland niedriger, verbleibt dieser Steuervorteil beim Arbeitnehmer. Die Berechnung des Differenzbetrages erfolgt auf fiktiver Basis und kann bei der Abgabe von z. B. Einkommensteuererklärungen zu Nachteilen führen.

### Tax equalization
Bei der tax equalization wird zwischen dem Arbeitnehmer und dem Unternehmen eine Vereinbarung geschlossen, in der ein Steuernachteil des Arbeitnehmers ausgeglichen wird. Sollte ein Vorteil für den Arbeitnehmer entstehen, steht dieser dem Unternehmen zu. Faktisch wird dem Arbeitnehmer dadurch sein bisheriges Nettogehalt zugesichert. Dabei wird die Steuerlast direkt vom Einkommen im Gastland berechnet und vom Arbeitgeber an die Finanzbehörde (o. ä. Institution) abgeführt. Vom entsandten Arbeitnehmer wird aber die fiktive Steuer des Heimatlandes einbehalten, die er gezahlt hätte, wäre er nicht ins Ausland entsandt worden. Bei diesem Verfahren besteht zusätzlich die Möglichkeit, in der Einkommensteuererklärung Mehr- oder Minderbelastungen durch das Unternehmen auszugleichen. In diesem Fall tritt der Arbeitnehmer seine Ansprüche gegenüber der Finanzverwaltung gewöhnlich an den Arbeitgeber ab.

### Besonderheiten Deutschland
Die geschilderten Verfahren führen zu einer Veränderung des Jahresbruttoeinkommens. Sind die deutschen Abgaben höher als die ausländischen, wird die Differenz zwischen deutschen Abgaben einerseits und der Hypotax andererseits vom Arbeitgeber getragen, was den Arbeitslohn erhöht. Im umgekehrten Fall (ausschließlich bei tax equalization) ist die dem Arbeitgeber zu erstattende Differenz eine negative Einnahme des Arbeitnehmers. Regelmäßig kann der endgültige Betrag der Hypotax jedoch erst nach Ablauf des Kalenderjahres ermittelt werden, so dass sich im Veranlagungsverfahren Veränderungen bei der Höhe des Arbeitslohns ergeben können.